# Bajangobi járás
Bajangobi járás (mongol nyelven: Баянговь сум) Mongólia Bajanhongor tartományának egyik járása. Területe 4666 km². Népessége kb. 2900 fő.
Székhelye Örgön (Өргөн), mely 241 km-re délre fekszik Bajanhongor tartományi székhelytől.